# David Harbour
David Kenneth Harbour (født 10. april 1975) er en amerikansk skuespiller. Han er kendt for at spille Jim Hopper i Netflix-serien Stranger Things (2016-2025), hvor han modtog en Critics' Choice Television Award i 2018.

## Filmografi

### Film
- The Equalizer (2014)